# Tympanota rubripicta
Tympanota rubripicta là một loài bướm đêm trong họ Geometridae.